# San Pietro in Palazzi
San Pietro in Palazzi è una frazione del comune italiano di Cecina, nella provincia di Livorno, in Toscana.
Centro abitato della Costa degli Etruschi, dista circa 1,5 km dal centro comunale di Cecina.

## Storia
Sorse all'incrocio di tre strade: la via Aurelia (245 a.C.), la via Aemilia Scauri (prolungamento romano del 119 d.C.) e la via Salaiola per Volterra (strada etrusca). Proprio presso l'incrocio fu eretto il cosiddetto Cippo di Rimazzano, una colonna stradale di epoca romana in cui erano ricordati i lavori di ampliamento della via Emilia del 140 d.C. 
L'abitato di San Pietro in Palazzi sorse originariamente come semplice località rurale lungo la via Aurelia, ed era originariamente chiamato i "Palazzi di Collemezzano", comprendendo tutti gli insediamenti che dalla collina di Collemezzano arrivavano al mare. Nel 1874 l'arcivescovo di Pisa affidò la comunità alla parrocchia di Cecina, anziché Sant'Antonio a Collemezzano. Nel 1884 le anime "oltre la Cecina" erano circa mille, e il sacerdote dei Santi Giuseppe e Leopoldo se ne lamentava con l'arcivescovo per il carico troppo ingente e "non remunerato". Nel 1892 il territorio di Collemezzano e Palazzi raggiungeva le 1547 persone, e in quella data fu amministrativamente staccato dal comune di Riparbella per entrare ufficialmente nell'amministrazione, anche civile, di Cecina. 
Nel 1905 l'arcivescovo di Pisa, di ritorno da Collemezzano, dovette sostare a Palazzi per un guasto all'auto, e in quell'occasione poté rendersi effettivamente conto delle esigenze religiose dell'abitato, proponendo l'istituzione di una nuova parrocchia e la costruzione di un nuovo edificio di culto. Tuttavia per trovare attuazione a questa proposta si dovette attendere il 1928, quando fu solennemente consacrata la nuova chiesa di San Pietro in Palazzi, che aveva preso la titolazione dal nome del cardinale che se ne era occupato, Pietro Maffi, secondo un'antica usanza italiana. Dal 1930 la chiesa diede ufficialmente il nome anche all'insediamento. 
Nel corso del Novecento il centro si è trasformato in un moderno insediamento residenziale e artigianale.

## Monumenti e luoghi d'interesse
- Chiesa di San Pietro in Palazzi
- Cippo di Rimazzano

Nei pressi si trova anche la Villa Guerrazzi, antico complesso fondato nel Settecento per ospitare i braccianti che lavoravano la terra. In seguito la struttura fu acquistata da Francesco Domenico Guerrazzi e oggi è sede museale.

## Economia
La frazione è dotata di un'importante zona artigianale e commerciale, caratterizzata dalla presenza di numerose attività operanti prevalentemente nel settore secondario. 
Le zone limitrofe si inseriscono in un suggestivo territorio rurale, contraddistinto dalla presenza di numerosi poderi e campi agricoli, coltivati a base di ulivi, viti, grano, girasoli, e piante ortofrutticole. 
La frazione non ha abbandonato nel tempo le sue origini di insediamento agricolo, l'attività agricola è sempre qui praticata e rappresenta un elemento caratterizzante dell'economia locale.